# Phil Hughes (baseball)
Pour les articles homonymes, voir Philip Hughes.
Philip Joseph Hughes (né le 24 juin 1986 à Mission Viejo, Californie, États-Unis) est un ancien lanceur droitier des Ligues majeures de baseball. 
Joueur des Yankees de New York de 2007 à 2013, Phil Hughes remporte la Série mondiale 2009 et décroche une invitation au match des étoiles en 2010.
Il détient le record du plus grand nombre de retraits sur des prises par but-sur-balles accordé en une saison.

## Carrière

### Yankees de New York
Après des études secondaires à Foothill High School de Santa Ana (Californie), Phil Hughes est repêché le 7 juin 2004 par les Yankees de New York au premier tour de sélection (23e choix). Il perçoit un bonus de 1,4 million de dollars à la signature de son premier contrat professionnel le 16 juin 2004.
Hughes passe trois saisons en Ligues mineures avant d'effectuer ses débuts en Ligue majeure le 26 avril 2007. Il joue comme lanceur partant en 2007 et 2008, puis évolue principalement comme lanceur de relève en 2009. Il participe à la belle saison 2009 des Yankees et prend part à la Série mondiale victorieuse. En 2010, il est invité au match des étoiles et connaît comme lanceur partant une saison de 18 victoires contre 8 défaites.
Après trois départs en avril 2011, il est placé sur la liste des blessés pour des maux de bras qui le forcent à travailler avec une balle rapide qui n'atteint plus la vitesse de jadis. Souffrant d'une inflammation à l'épaule, il ne lance pas avant le mois de juillet. En septembre, il saute son tour dans la rotation en raison de maux de dos. Il termine la saison régulière avec cinq victoires, cinq défaites et une moyenne de points mérités de 5,79 en 17 parties jouées, dont 14 comme partant. Assigné à l'enclos de relève en Série de divisions, il lance deux fois et blanchit les Tigers de Détroit en deux manches et un tiers.
Il remporte 16 parties contre 13 défaites en 2012, un sommet de victoires cette année-là chez les Yankees, à égalité avec Hiroki Kuroda. En 32 départs, sa moyenne de points mérités se chiffre à 4,23 en 191 manches et un tiers lancées et il établit son record personnel de 165 retraits sur des prises.
En 2013, Hughes connaît une difficile saison avec une moyenne de points mérités de 5,19 en 145 manches et deux tiers lancées lors de 30 matchs, dont 29 comme lanceur partant. Il ne remporte que 4 victoires contre 14 défaites à sa dernière année de contrat avec New York.

### Twins du Minnesota
Le 5 décembre 2013, Phil Hughes signe un contrat de 24 millions de dollars pour 3 saisons chez les Twins du Minnesota.
En 2014, Hughes établit un nouveau record du baseball majeur avec 11,63 retraits sur des prises réussi pour chaque but-sur-balles accordés. Il abat ainsi la marque de 11 établie par Bret Saberhagen en 1994 avec les Mets de New York. Durant toute cette saison, Hughes retire 186 adversaires sur des prises et n'accorde que 16 buts-sur-balles, dont un intentionnel. Il mène la rotation de lanceurs partants des Twins avec 16 victoires contre 10 défaites en 32 départs. Sa moyenne de points mérités s'élève à 3,52 en 209 manches et deux tiers. Il avait droit à une prime d'un demi-million de dollars s'il atteignait les 210 manches lancées durant l'année, mais renonce à faire une présence en relève pour retirer un frappeur, ce qui aurait mis son record en péril après son dernier départ, lancé à 4 jours de la fin de la saison régulière.
Le 22 décembre 2014, Hughes signe une prolongation de contrat de 42 millions de dollars pour 3 ans, se terminant après la saison 2019. Ceci transforme essentiellement le contrat de Hughes en entente de 58 millions pour 5 ans, la plus lucrative accordée jusque-là par les Twins à un lanceur.

## Statistiques
| Saison | Équipe     | G   | GS | CG | SHO | V  | D  | SV | IP    | SO  | ERA  |
| ------ | ---------- | --- | -- | -- | --- | -- | -- | -- | ----- | --- | ---- |
| 2007   | NY Yankees | 13  | 13 | 0  | 0   | 5  | 3  | 0  | 72.2  | 58  | 4,46 |
| 2008   | NY Yankees | 8   | 8  | 0  | 0   | 0  | 4  | 0  | 34.0  | 23  | 6,62 |
| 2009   | NY Yankees | 51  | 7  | 0  | 0   | 8  | 3  | 3  | 86.0  | 96  | 3,03 |
| 2010   | NY Yankees | 31  | 29 | 0  | 0   | 18 | 8  | 0  | 176.1 | 146 | 4,19 |
| Totaux | Totaux     | 103 | 57 | 0  | 0   | 31 | 18 | 3  | 369.0 | 323 | 4,20 |

| Saison | Équipe     | G  | GS | CG | SHO | V | D | SV | IP   | SO | ERA  |
| ------ | ---------- | -- | -- | -- | --- | - | - | -- | ---- | -- | ---- |
| 2007   | NY Yankees | 2  | 0  | 0  | 0   | 1 | 0 | 0  | 5.2  | 6  | 1,59 |
| 2009   | NY Yankees | 9  | 0  | 0  | 0   | 0 | 1 | 0  | 6.1  | 7  | 8,53 |
| 2010   | NY Yankees | 3  | 3  | 0  | 0   | 1 | 2 | 0  | 15.2 | 12 | 6,51 |
| Totaux | Totaux     | 14 | 3  | 0  | 0   | 2 | 3 | 0  | 27.2 | 25 | 5,86 |

Note : G = Matches joués ; GS = Matches comme lanceur partant ; CG = Matches complets ; SHO = Blanchissages ; 
V = Victoires ; D = Défaites ; SV = Sauvetages ; IP = Manches lancées ; SO = Retraits sur des prises ; ERA = Moyenne de points mérités.